# Memorial de Camposines
El Memorial de les Camposines es un paraje de La Fatarella construido sobre una antigua trinchera de la batalla del Ebro. El memorial fue establecido en el año 2009 con el objetivo de reunir los restos de los combatientes que lucharon en la batalla del Ebro, de uno y otro bando. Contiene placas que rememoran a 1388 personas desaparecidas, y que previamente fueron inscritas en el censo de personas desaparecidas. Bajo el cerro en el que se asentaba la trinchera hay un recinto cerrado donde se depositan los restos óseos que, aún hoy, aparecen en los escenarios de la batalla del Ebro.
Durante la batalla del Ebro, Camposines (término municipal de La Fatarella) se convirtió en un nudo de comunicaciones estratégico para las fuerzas republicanas, ya que era el lugar de paso entre la ribera del río Ebro y la primera línea del frente, imprescindible para hacer llegar los suministros necesarios para los combates y para la evacuación de los heridos. El lugar fue objetivo de tres ofensivas fallidas del ejército franquista para forzar la retirada de las fuerzas republicanas. Finalmente, el 30 de octubre, con la incursión en la Sierra de Cavalls, el frente republicano cedió hasta permitir ocupar la posición el 11 de noviembre, al final de la batalla.
La misma comarca de Tierra Alta y la vecina de Ribera de Ebro contienen una numerosa colección de espacios de la memoria bajo el nombre colectivo de «Espacios de la Batalla del Ebro», ya que se han recuperado espacios históricos, se han señalizado lugares de la memoria y se han creado diversos centros de interpretación. También se puede visitar, por proximidad geográfica y temática, el campo de aviación de Cenia, en la comarca de Montsiá. En este paraje, se estableció un primer asentamiento medieval, del que la ermita de San Bartolomé es el único vestigio visible.